# Liste der Monuments historiques in Haute-Kontz
Die Liste der Monuments historiques in Haute-Kontz führt die Monuments historiques in der französischen Gemeinde Haute-Kontz auf.

## Liste der Objekte
| Bezeichnung | Beschreibung                                  | Standort                       | Kennzeichnung | Schutzstatus | Datum | Bild |
| ----------- | --------------------------------------------- | ------------------------------ | ------------- | ------------ | ----- | ---- |
| Taufbecken  | Kalkstein, zweite Hälfte des 15. Jahrhunderts | in der Kirche St-Hubert (Lage) | PM57000914    | Inscrit      | 1996  |      |